# ان‌جی‌سی ۶۲۱۲
ان‌جی‌سی ۶۲۱۲ (انگلیسی: NGC 6212) نام یک کهکشان مارپیچی است.